# Tagavere (Lääne-Nigula)
Tagavere est un village de la commune de Lääne-Nigula du comté de Lääne en Estonie. Au 31 décembre 2011, il compte 34 habitants.